# PWB Rechtsanwälte
Die PWB Rechtsanwälte ist eine deutsche Rechtsanwaltskanzlei im Eigentum des Rechtsanwalts Philipp Wolfgang Beyer. Bekannt wurde PWB vor allem durch ihre umstrittene juristische Beratung von geschädigten Anlegern, als rechtlicher Berater der AfD-nahen Internetseite „Journalistenwatch“ (Journalistenwatch „– Verein für Medienkritik und Gegenöffentlichkeit e. V.“) sowie der AfD-nahen Gustav-Stresemann-Stiftung. Seit Mitte 2017 ermittelt die Staatsanwaltschaft Gera wegen Kundentäuschung im Zusammenhang mit der Beratung von „Finanzanlagen-Opfern“ gegen die Kanzlei.

## Geschichte und Struktur
Namensgeber der Kanzlei PWB Rechtsanwälte in Jena ist Philipp Wolfgang Beyer. Die Firma ist nach eigenen Angaben auf das Kapitalanlage-, Kapitalmarkt- und auf das Wirtschaftsrecht ausgerichtet. Sie berät private und institutionelle Kapitalanleger und kommunale Gebietskörperschaften auf allen Gebieten des Kapitalanlage- und Wirtschaftsrechts.
Nach eigenen Angaben beschäftigte PWB Rechtsanwälte im Jahre 2016 über 70 Mitarbeiter, darunter 12 spezialisierte Juristen. Seitdem nimmt die Zahl der Berufsträger dieser Kanzlei beständig ab. Seit Anfang 2019 weist die Homepage der Kanzlei keine „spezialisierten Rechtsanwälte“ mehr aus.
Mit PWB sind verbunden:
- Deutscher Verbraucherschutzring e. V. (DVS)[2], Verbraucherschutzverein, der Informationen rund um das Kapitalanlagerecht verbreitet und in Problemfällen Hilfestellungen durch Vertrauensanwälte (vorrangig aus der Kanzlei PWB Rechtsanwälte) anbietet. Philipp Wolfgang Beyer war 2007 Präsident des DVS.[2]

Zudem ist Beyer gemeinsam mit Matthias Kilian, ehemaliger Mitarbeiter von PWB, geschäftsführender Gesellschafter der BKR Beyer Kilian Rechtsanwälte Partnerschaftsgesellschaft mbB in Jena, unter der gleichen Adresse wie die PWB. Diese Kanzlei fiel nach Angaben von Stiftung Warentest dadurch auf, als „dubiose Rechtsanwälte“ dafür zu werben, „Geld von Strom- und Gasversorgern zurückzufordern“ und nahm beide Anwälte auf die Warnliste der Stiftung Warentest, zudem würde die Staatsanwaltschaft in dem Fall ermitteln.
Inzwischen hat die Staatsanwaltschaft Gera vor dem Amtsgericht Jena Anklage erhoben.
Nach Informationen der Stiftung Warentest wurde Philipp Wolfgang Beyer im März 2025 die Zulassung als Rechtsanwalt durch die Rechtsanwaltskammer Thüringen entzogen.

## Beratung geschädigter Anleger
Laut Stiftung Warentest reicht PWB viele Klagen ein, um Informationen von staatlichen Stellen zu bekommen. Kernpunkt dieser Verfahren nach dem IFG (Informationsfreiheitsgesetz) ist die Annahme, dass z. B. die Bundesanstalt für Finanzdienstleistungsaufsicht (BaFin) oder andere Behörden in einigen Fällen von betrügerischen Kapitalanlagegesellschaften schon frühzeitig Kenntnis hatten und bei frühzeitigem Eingreifen größeren Schaden für Anleger hätten verhindern können. Die Behörden verweigern aber die Auskünfte unter Berufung auf Geschäftsgeheimnisse. Musterverfahren liegen derzeit beim Europäischen Gerichtshof (EuGH). So verweise die Kanzlei auf ihrer Internetpräsenz auf etwa 3000 Massenmandate und etwa 15.000 seien es im Kapitalanlagerecht.

### BFI-Bank
PWB wirbt mit der Beratung von geschädigten Anlegern und agiert mit Massenmandaten in größeren Fällen. Laut Stiftung Warentest suggerierte PWB Rechtsanwälte etlichen Geschädigten, sie könnten ihren finanziellen Schaden vom Staat ersetzt bekommen, schließlich habe die Finanzaufsichtsbehörde versagt. Doch der Gesetzgeber schließt eine Haftung der Bafin gegenüber Anlegern aus, egal ob sie richtig oder tatsächlich fehlerhaft gehandelt hat. Am 10. November 2015 warf das Verwaltungsgericht Frankfurt am Main einer Zahl von Anwälten der Kanzlei vor, bei ihren Mandanten „objektiv falsche und völlig irreale Vorstellungen und Erwartungen geweckt“ zu haben. Stiftung Warentest zitiert den Frankfurter Verwaltungsrichter mit den Worten: Die Klagen dienten „ausschließlich als eine Art ‚Gelddruckmaschine‘ für die Anwälte. Ein krasserer Fall von Rechtsmissbrauch ist kaum denkbar“. Es sei den Anwälten „auf die maximale Generierung von Gebühren“ angekommen. Die Begründung der Klagen sei „derart weit von dem entfernt, was juristisch noch als vertretbar erscheinen kann, dass sich die strafrechtliche Relevanz dieser Art von Falschberatung gegenüber den Mandanten nachgerade aufdrängt.“ (Az. 7 K 2707/15.F) Das Gericht wies die Klagen ab, die PWB für mehr als hundert Geschädigte der insolventen BFI Bank eingereicht hatte.
Den Haftungsausschluss der Bafin bestätigten der Bundesgerichtshof und Europäischer Gerichtshof. PWB hält ihn nach eigenen Aussagen nach wie vor für europarechtswidrig.

### Rundfunkbeitrag
2016 vertrat der PWB Anwalt Sascha Giller mehrere Kläger, die sich weigerten, den Rundfunkbeitrag zu bezahlen, da sie keinen Fernseher besäßen. Der Beitrag muss auch von demjenigen bezahlt werden, der kein Fernsehgerät besitzt, entschied das Bundesverwaltungsgericht (BVerwG) letztinstanzlich. Giller wollte daraufhin eine Verfassungsbeschwerde prüfen. Ein Ergebnis der Prüfung ist nicht bekannt.

### Pharma-Datenbank
Im gleichen Jahr schrieb die Kanzlei bundesweit Ärzte an, die auf einer von Spiegel Online und Correctiv veröffentlichten Liste standen. Die Liste enthielt die Namen von rund 20.000 Ärzten und anderen Heilberuflern, die Geld und Zuwendungen von der Pharmaindustrie angenommen hatten. Flankiert wurde die Berichterstattung über die Transparenzinitiative der Pharmaindustrie und Erläuterungen über die Zahlungen. BKR schrieb, es gehe um einen „Korruptionsvorwurf gegen Ihre Person“. Spiegel Online und der Rechercheverbund Correctiv würden die benannten Mediziner in einer „Liste der käuflichen Ärzte“ führen und „im Subtext unterstellen, dass Sie gegen Geld der Pharmaindustrie Ihren Patienten bestimmte Medikamente verschreiben, die Sie mangels Indikation sonst niemals verschreiben würden“.

### Ermittlungen
PWB strengte Klagen für Ansprüche ihrer Mandanten an, deren Durchsetzung – so der Vorwurf der Ermittler – für die Geschädigten wirtschaftlich sinnlos gewesen war. Die Gebührenforderungen der Anwälte hätten zwischen 100 und 900 Euro gelegen und damit teilweise höher als die ursprünglichen Schadenssummen. Die Ermittler gingen Mitte 2017 von rund 3500 Fällen aus.
Mitte Juni 2017 durchsuchte die Polizei koordiniert in Thüringen, Sachsen, Bayern, Nordrhein-Westfalen und Hamburg Niederlassungen der PWB Rechtsanwälte und stellte Unterlagen in insgesamt 15 Objekten sicher. Bei den Einsätzen in Jena, Erfurt, Rudolstadt, Hamburg, Dresden, Köln, im Raum Erding sowie in den Kreisen Gotha und Weimarer Land waren acht Staatsanwälte im Einsatz und es wurden vier Terabyte Daten und mehr als 1600 Mandantenakten in Papierform sichergestellt. Die Staatsanwaltschaft Gera hatte davor schon länger gegen drei Anwälte von PWB, darunter auch Philipp Wolfgang Beyer, ermittelt. Es bestehe der Verdacht des gewerbsmäßigen Betrugs in Tateinheit mit strafbarer Werbung, teilte die Staatsanwaltschaft mit.

## Verbindungen zum rechtskonservativen Lager
Sascha Giller und Philipp Wolfgang Beyer gründeten 2011 den Stiftungsverein der Gustav-Stresemann-Stiftung. Giller und Beyer waren im Thüringer Landesvorstand der islamfeindliche Kleinpartei Die Freiheit aktiv.
PWB ist rechtlicher Berater des Betreibervereins Journalistenwatch – Verein für Medienkritik und Gegenöffentlichkeit e. V. der AfD-nahen Internetseite „Journalistenwatch“. Auch der Gründer der Seite Thomas Böhm war in der „Freiheit“ aktiv. Die Seite teilt Inhalte und Autoren mit der rechtsradikalen Seite „PI-News“. Als heute maßgeblicher Betreiber der Seite wird der ehemalige Bundesvorsitzende der „Freiheit“ Michael Stürzenberger gesehen. „Journalistenwatch“ und „PI“ teilen beide wiederum Inhalte mit dem Deutschland-Kurier, der wöchentlich vom AfD-Unterstützerclub „Verein zur Erhaltung der Rechtsstaatlichkeit und bürgerlichen Freiheiten“ herausgegeben wird.